# Ebon
Ebon est un atoll des îles Marshall.
Ebon est composé de 22 îlots formant un total de 5,75 km2 (parmi lesquels Ebon, l'île principale, et Anemoon, Bikre, Didi, Guamaguamlap et Enear), entourant un lagon de 103,8 km2. Il fait partie de la chaîne de Ralik et est l'atoll le plus méridional du pays. Il était habité par 706 personnes en 2011. Son nom en marshallais est Epoon. Son maire en 2019 est Ione DeBrum.
Le village principal est Toka, avec une population de 331 habitants selon le recensement de 2005.
En 2014, José Salvador Alvarenga échoue sur l'atoll après avoir dérivé pendant 13 mois depuis les côtes mexicaines.